# Delitti perfetti (album)
Delitti Perfetti è una raccolta del cantautore italiano Mimmo Locasciulli, pubblicata dall'etichetta discografica Philips nel 1992.

## Descrizione
Raccolta contenente 15 canzoni di cui 2 inedite: Povero me e Delitti perfetti.
Album arrangiato e realizzato da Mimmo Losciulli e Greg Cohen.
Testi e musiche sono di Loscasciulli tranne Povero me, Delitti perfetti, Ballando e Sognadoro (De Gregori-Locasciulli) e Una vita che scappa (Enrico Ruggeri-Lasciulli).

## Tracce
CD (Philips, 512 372-2)
1. Povero me – 3:43
2. Delitti perfetti – 4:31
3. Il treno della notte – 4:00
4. Gli occhi – 3:54
5. Piccola luce – 4:32
6. Ballando – 4:16
7. Intorno a trentanni – 4:06
8. Due ore – 4:16
9. Cala la Luna – 3:42
10. Dicembre – 3:23
11. Una vita che scappa – 4:01
12. Alone – 3:25
13. Sognadoro – 4:37
14. Pixi Dixie Fixi – 3:03
15. Natalina – 3:35

Durata totale: 59:04